# Ахенский собор (816)
Ахенский собор 816 года — поместный собор Западной церкви, созванный в августе 816 года в Ахене по инициативе императора Людовика I Благочестивого. Собор известен в связи принятыми на нём документами, регулирующими деятельность монашества и регулярных каноников.
С 630-х годов в королевстве франков монахи пользовались как уставом святого Бенедикта, так и правилами святого Колумбана (Regula Columbani). Первый из них постепенно становился всё более популярным. В последние годы царствования Карла Великого (768—814) в рамках так называемого Каролингского возрождене возникло церковное движение за исправление христианства (лат. correctio) и унификацию обрядов. Первые шаги в данном направлении были сделаны в 813 году, после того как был коронован наследник Людовик Благочестивый (813—840). Согласно Анналам королевства франков, в том году было созвано пять поместных соборов в Майнце, Реймсе, Туре, Шалоне и Арле с целью «исправления дел в церкви» (statu ecclesiarum corrigendo). В целом, соборы 813 года укрепили авторитет епископов как особой социальной группы, чьему авторитету должны были подчиняться светские власти. Оставшись единственным правителем, Людовик продолжил деятельность по реформированию церкви, издавая законы в поддержку полномочий епископов и защиту их собственности. В то же время продолжалось обсуждение реформ внутри церкви, результатом чего стала подготовка различных документов, принятых на Ахенских соборах в 816—819 годов.
Вдохновителем реформ считается бенедиктинский монах Бенедикт Анианский. Целью реформы не было введение в церковную практику каких-то новшеств, требовалось собрать и освятить соборным авторитетом подходящие для франкских реалий IX века тексты Отцов церкви. Работу по компиляции соборных решений выполнил, по-видимому, Амаларий Мецкий. Желая распространить на всех монахов королевства устав Бенедикта Нурсийского, отцы собора получили аутентичную копию из монастыря Монтекассино. Также они опирались на труды папы Григория Великого, Иеронима Стридонского и Августина в изложения Тайо, епископа Сарагосы и Исидора Севильского. Обширные фрагменты были заимствованы из «De vita contemplativa» Юлиана Померия. Согласно хронике Муассака, в первый год своего самостоятельного царствования Людовик призвал Бенедикта из Анианского монастыря, поселив его в специально основанный монастырь Корнелимюнстер близ Ахена и назначив имперским аббатом (Reichsabt). Вместе со своим соратником в деле реформирования монашества, Арнульфом Сен-Филиберским, в 817 году он отправился Тур с целью умиротворения монахов базилики святого Мартина.
Император лично участвовал в деятельности собора. Наиболее объёмным документом, принятым собором 818 года, является предназначенный для наставления каноников «Institutio canonicorum». Рассматриваясь не как соборный документ, а как руководство для епископов,  speculum episcoporum, документ получил широкое распространение и известен в 136 рукописях IX—XIV веков. Принятое тогда же аналогичное руководство для женских общин, «Institutio Sanctimonialium» сохранилось в 9 рукописях. Данное руководство стало единственной доступной альтернативой для женских религиозных общин, не пожелавших подчиниться бенедиктинскому уставу. Помимо вопросов, связанных с монашеством, на соборе была отменена вызывавшая споры практика непрерывного пения псалмов (laus perennis).